# Metaanaliza
U statistici, metaanaliza kombinuje rezultate nekoliko studija koje se bave srodnim istraživačkim hipotezama. U svom najjednostavnijem obliku, ona se sastoji od identifikacije zajedničke mere efekta veličina, i stoga ponderisana aritmetička sredina može da bude ishod metaanalize. Ponderisanje može da odražava veličine uzoraka individualnih ispitivanja, kao i niz drugih razlika među studijama. Generalna svrha metaanalize je formulisanje efektivnije procene stvarnog odnosa veličina.
Metaanalize su često, mada ne uvek, važne komponente procedure sistemskih pregleda. Na primer, metaanaliza se može primeniti na rezultate nekoliko kliničkih ispitivanja medicinskog tretmana s ciljem sticanja boljeg razumevanja njegovog stepena delotvornosti. Ovde je podesno slediti terminologiju koju je koristila Kohranska kolaboracija, i koristiti „metaanalizu“ za označavanje statističkih metoda kombinovanja podataka, ostavljajući druge aspekte sinteze istraživanja, poput kombinovanja informacija kvalitativnih studija, za generalniji kontekst sistematskih pregleda.

## Literatura
- Cooper, H. & Hedges, L.V. (1994). The Handbook of Research Synthesis. New York: Russell Sage.
- Cornell, J. E. & Mulrow, C. D. (1999). „Meta-analysis. In: H. J. Adèr & G. J. Mellenbergh (Eds)”. Research Methodology in the social, behavioral and life sciences. (pp. 285-323). London: Sage.
- Norman, S.-L. T. (1999). „Tutorial in Biostatistics. Meta-Analysis: Formulating, Evaluating, Combining, and Reporting”. Statistics in Medicine. 18: 321—359..
- Sutton, A.J., Jones, D.R., Abrams, K.R., Sheldon, T.A., & Song, F. (2000). Methods for Meta-analysis in Medical Research. London: John Wiley.  978-0-471-49066-1
- Higgins JPT, Green S (editors). Cochrane Handbook for Systematic Reviews of Interventions Version 5.0.1 [updated September 2008]. The Cochrane Collaboration, 2008. Available from www.cochrane-handbook.org
- Thompson, Simon G; Pocock, Stuart J (2. 11. 1991). „Can meta-analysis be trusted?” (PDF). The Lancet. 338 (8775): 1127—1130. PMID 1682553. doi:10.1016/0140-6736(91)91975-Z. Архивирано из оригинала (PDF) 22. 11. 2011. г. Приступљено 17. 6. 2011.. Explores two contrasting views: does meta-analysis provide "objective, quantitative methods for combining evidence from separate but similar studies" or merely "statistical tricks which make unjustified assumptions in producing oversimplified generalisations out of a complex of disparate studies"?
- Wilson, D. B., & Lipsey, M. W. (2001). Practical meta-analysis. Thousand Oaks: Sage publications.  978-0-7619-2168-4
- O'Rourke, K. (2007) Just the history from the combining of information: investigating and synthesizing what is possibly common in clinical observations or studies via likelihood. Oxford: University of Oxford, Department of Statistics. Gives technical background material and details on the "An historical perspective on meta-analysis" paper cited in the references.
- Owen, A. B. (2009). "Karl Pearson's meta-analysis revisited". Архивирано на веб-сајту  (26. јул 2011) Annals of Statistics, 37 (6B), 3867-3892. Supplementary report.
- Ellis, Paul D. (2010). The Essential Guide to Effect Sizes: An Introduction to Statistical Power, Meta-Analysis and the Interpretation of Research Results. United Kingdom: Cambridge University Press.  978-0-521-14246-5
- Bonett, D.G. (2009). Meta-analytic interval estimation for standardized and unstandardized mean differences, Psychological Methods, 14, 225-238.

## Spoljašnje veze
- Kohranov priručnik sistematskih pregleda istraživanja
- Efekat veličine Архивирано на веб-сајту  (26. април 2015)